# Fati Mohammed
Fati Mohammed (* 4. Juni 1979) ist eine ehemalige ghanaische Fußballspielerin auf der Position der Torhüterin.

## Karriere
Mohammed kam während ihrer Vereinskarriere für die Post Ladies (2003) und das Chicagoer Robert Morris College (2004–2007) zum Einsatz. Das Robert Morris College schloss sie mit einem Bachelor of Business Administration ab, seither ist Mohammed als Selbstständige im Raum Chicago tätig.
Die 175 cm große Torhüterin nahm mit der ghanaischen Nationalmannschaft („Black Queens“) an den Weltmeisterschaften 2003 und 2007 teil, wurde jedoch in beiden Turnieren nicht eingesetzt. Außerdem stand sie bei den Afrikameisterschaften 2000 und 2002 im Kader der Black Queens. Ende September 2007 hatte Mohammed 13 Länderspiele bestritten.